# Janus ecarinatus
Janus ecarinatus – gatunek błonkówki z rodziny ździeblarzowatych.
Gatunek ten opisany został w 1997 roku przez Davida R. Smitha na podstawie pojedynczej samicy, odłowionej w 1991 roku w Parku Narodowym Gunung Palung do pułapki Malaise’a.
Błonkówka o ciele długości 13 mm. Na wierzchu żółtej głowie ma czarną plamę między oczami, ciągnącą się w przód ku nasadom czułków oraz szeroką, czarną przepaskę wokół otworu potylicznego. Czułki mają żółtą nóżkę i trzonek oraz czarny biczyk. Brak listewki policzkowej. Tułów jest żółty z czarnym wzorem. Odnóża są żółte z czarnymi: tylnymi udami, wierzchołkami goleni i dwoma końcowymi członami stóp. Pierwszy człon stóp tylnych nóg jest 1,4 razy dłuższy niż następne człony razem wzięte. Na tergitach żółtego odwłoka występują brązowe przepaski. Przysadki odwłokowe są prawie tak długie jak pokładełko. Piłkowanie lancetu pokładełka cechują spiczasto zakończone ząbki.
Owad orientalny, znany wyłącznie z lokalizacji typowej w indonezyjskim Borneo Zachodnim. Jest najdalej na południe występującym przedstawicielem rodzaju Janus.